# アウトドアリビング

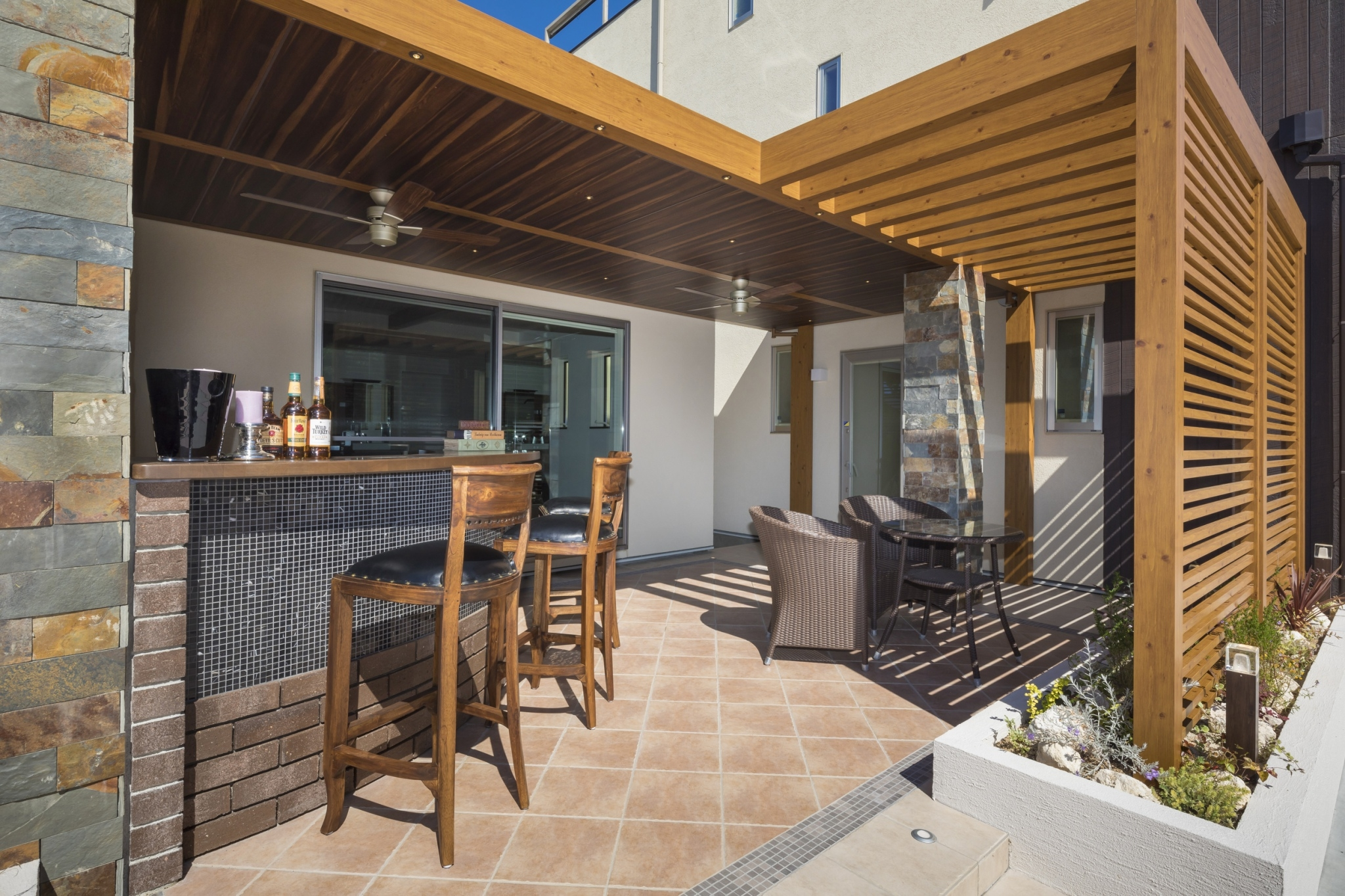
日本でのアウトドアリビングの一例

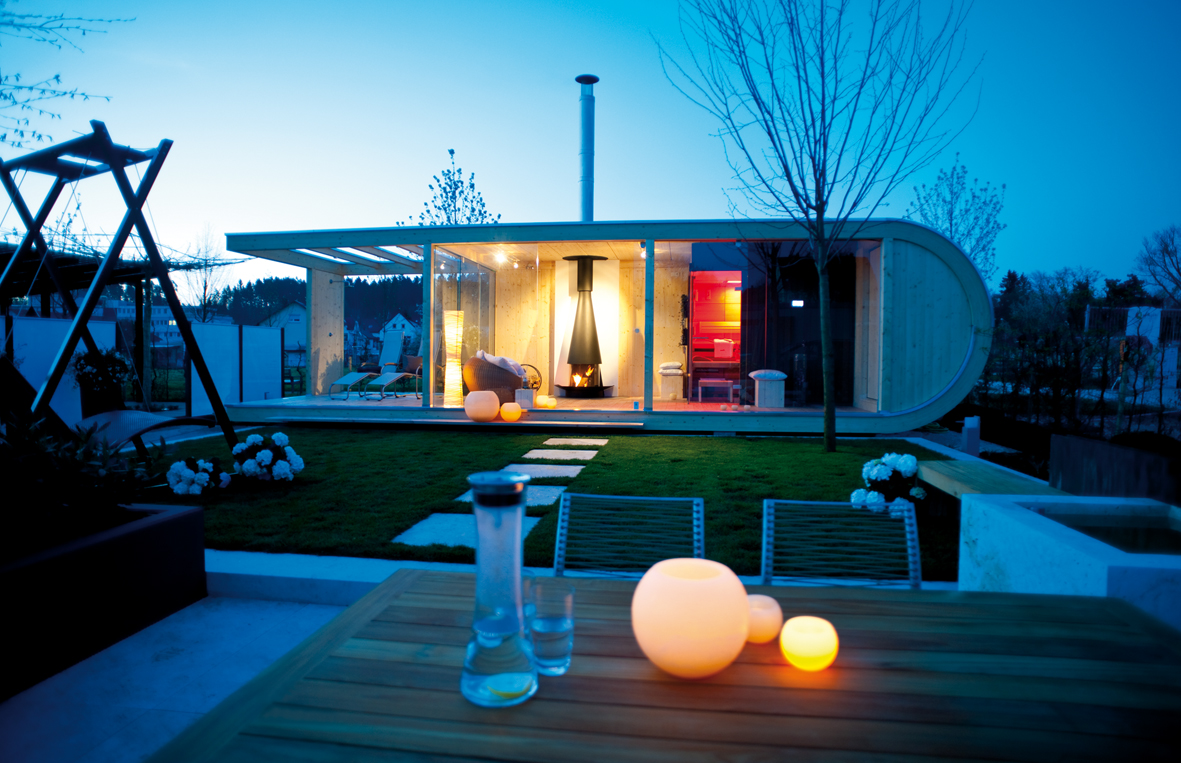
ドイツのアウトドアリビングを持つ家

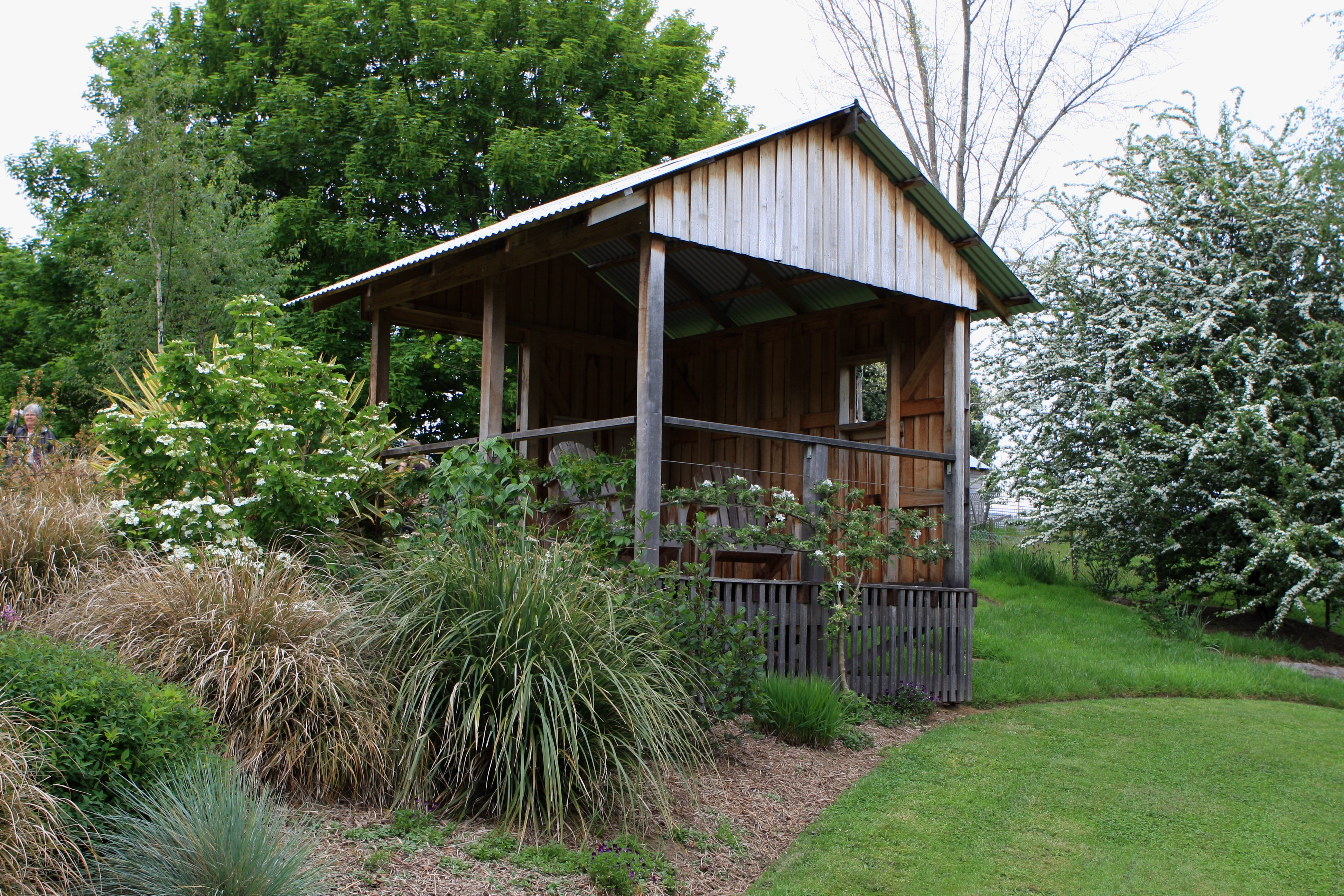
母屋から離れた庭の一角に東屋風の小さなリビングを設置したオーストラリアの例

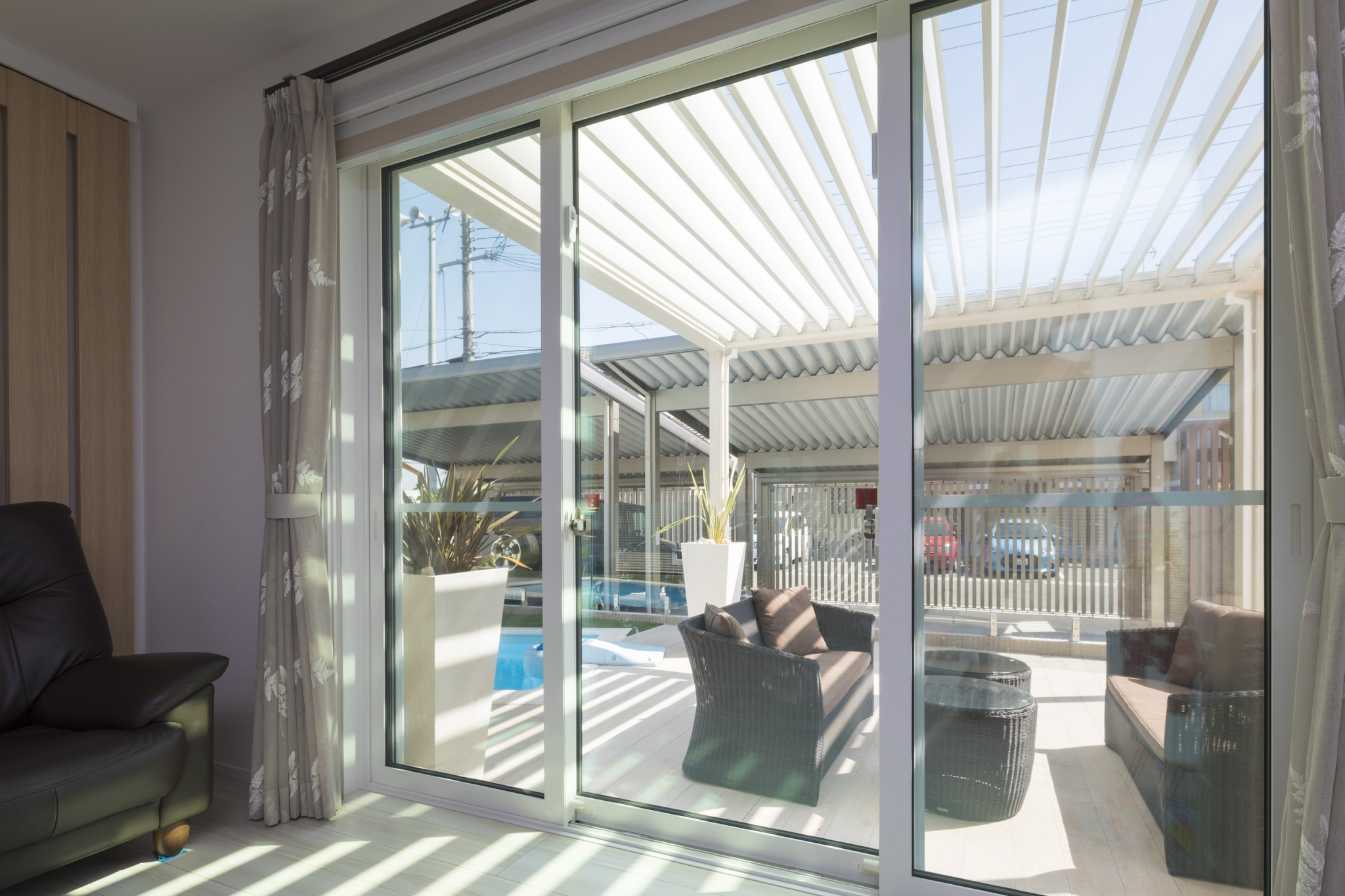
日本の住宅事情でも視線を遮るアイテムの設置でアウトドアリビングを可能とした例。

アウトドアリビングとは、居間と隣接した庭やバルコニーなど、居間同様に生活空間として利用できるスペース。また、そのスペースを室内と一体化して活用すること。自然との一体感が得られ、屋内スペースだけではできないバーベキューパーティなど多目的な楽しみ方ができる、いわば「屋根のない部屋」。

## 概要
生活の質が向上するにつれ、住まいを単に最低限の生活するだけの空間としてだけではなく、積極的に自宅にいながら多様に楽しむ生活スタイルが提唱され好まれる傾向が生まれた。アウトドアブームの延長線上で、特に都市型住宅などでは、キャンプ道具を外に持ち出さすことなく、大きなベランダや屋上を設置することで日常空間の中でも自然が体感でき、日々の暮らしを楽しくするというコンセプトが提唱されるようになった。2階にリビングを設置して一部を屋根のない半屋外空間とすることで、都市部の狭小地であっても外部の視線を気にせずにアウトドア的な生活を実現した例も増えている。また、2015年（平成27年）のリクルート住まい研究所の調査では、若い世代ほど家は家族の思い出を刻むものだという意識が強くなっていること、手軽にアウトドアを楽しめるグッズ類、SNS映えする愛らしいアウトドアグッズの増加もこうした傾向を後押ししている。また、室内とは異なりテレビなどがないため、食事や会話を楽しむ空間として家族団らんが必然的に発生したり、特別な時間を味わうこともできるほか、日暮れ以降はライティングの工夫により、日々の疲れをいやす空間としての利用も可能となる。
日本では、古くより日本独自の風土や気候の影響から、湿気や夏の暑さ対策のため家屋の造りが外に向かい開放的に作られ、深い軒の下には内でも外でもない中間スペースとして縁側が設けられ、そこで四季の景観や移ろいを積極的に楽しむと同時に、来客や近所の人たちとの交流スペースにもなっていたため、ごく自然に受け入れられた。

### 利点・特徴
出典： / 
- 自宅に居ながらにして、風、光、四季の移ろいなど自然を体感できる。
- 外出することなくバーベキューをするなど、アウトドア気分が味わえる。
- 星空の観察や花火などが楽しめる。
- 二世代住宅の場合に自然に家族が顔を合わせやすくなったり、近隣との交流スペースとしても有効。
- 外で過ごす時間が増えることでエアコンの使用が減少し、省エネに役立つ。オーストラリアクイーンズランド州政府の調査では1軒あたり日本円で年間8500円から19,000円の節約になり、温室ガス削減量は州全体での年間94万tから210万t。

### 欠点
- 2階などにアウトドアリビングを設置する場合は、リビングが狭くなる[2]。

## 各国の傾向
オーストラリア
亜熱帯に位置するため暑い時期が長く、アウトドアリビングが住宅で涼しく居心地のいい場所になっている。多くの家にアウトドアリビングが設けられているが、1階パティオであったり2階ベランダであったりと形態は様々だが、強い日差しを遮る屋根がついている特徴で共通する。少なくとも6畳を超えるスペースがあり、テーブル・椅子が置かれ食事や子供の勉強場所として利用される。夏場は、食事を外ですることの方が多い。室内と屋外をゆるやかに繋ぐ日本の“縁側”の文化を取り入れて独自に進化したものであるとの指摘もある。
その他欧米諸国
庭の芝生の手入れが大変なため、限られた庭のスペースをプールにしてしまう例も多くなっている。
日本
古来より、縁側の文化があり、庭を配し日本独自の四季の変化を積極的に受け入れてきたが、近年に至り欧米化や核家族化、高齢化などの影響もあり、手入れが困難との理由で旧来の日本庭園や雑木の庭、イングリッシュガーデンといった緑を楽しむ庭のニーズは年々減少傾向にあり、植栽を楽しむことよりも庭の土部分を減らしてコンクリートやタイルで覆う傾向が強まり、結果としてアウトドアリビングを求める傾向が主流になってきた。

## 構成
アウトドアリビングを構成する要素としてはまず、独立した庭空間であれば周囲の視線を遮る目的と室内側から見た場合の庭空間との違和感のないコーディネートの壁の設定が必要となる。庭空間に誘う床面の設定も必要で、主に滞在するエリアを庭のメインテラスとして設定するとともに、部屋からつながるウッドデッキやタイルテラスなどで誘導し、離れた場所には月見台や東屋などを設ける。さらにガーデンファニチャーの設置、滞在させるためのガーデンチェアや食事やカフェタイムを楽しむためのテーブルや椅子も必要となる。また、視覚的楽しみを満足させるために意匠性の高いものや強い色彩のものをフォーカルポイントとして採用することもある。
その他、アウトドアライフを楽しむためのアイテムとして、バーベキューグリル、ピザ窯、キッチン、意匠性の高い立水栓なども好まれる。夏場の熱さや日差しを防ぐアイテムとしては、パラソル、パーゴラ、シェードなどがある。精神的やすらぎや季節の変化を楽しむため、あるいは強い日差しを遮る目的で植樹も重要である。特に夏場の強い日差しと冬場には逆に採光を増やす調整をつかさどる樹木として落葉樹の高木が最適である。夏場の照り返しやヒートアイランド現象の防止には芝生、和風の庭では苔の植栽なども採用される。水盤や池、最近ではプールなども水面の揺らぎや光の反射による意外な効果が日中だけではなく、夜には照明を行うことで期待できる。その他、水の流れる音や視覚に訴える壁泉や床高の変化をつけるためのフラワーボックスの設置なども行われる。

### 構成要素
出典：
- 庭
- バルコニー
- デッキ
- パーゴラ
- プール
- ガーデンファニチュア